# Тур WTA 1982

Тур WTA 1982 був 10-м сезоном від створення Жіночої тенісної асоціації, тривав з січня до грудня 1982 року та містив 50 турнірів.
Тур охоплював елітні турніри колишніх Toyota Series і Avon Series, чотири турніри Великого шолома.

## Графік
Нижче наведено повний розклад  турнірів сезону, включаючи перелік тенісистів, які дійшли на турнірах щонайменше до чвертьфіналу.
Позначення
| Турніри Великого шолома |
| Чемпіонат WTA           |
| Avon Championships      |
| Toyota Series           |
| Турніри поза туром      |
| Командні змагання       |

### Січень
| Тиждень  | Турнір | Чемпіонки                                 | Фіналістки                      | Півфіналістки                  | Чвертьфіналістки                                            |
| -------- | --- | ----------------------------------------- | ------------------------------- | ------------------------------ | ----------------------------------------------------------- |
| 4 січня  | Avon Championships of Washington Вашингтон, США Avon Championships Circuit $200,000 – Килим (i) – 32S/16D Одиночний розряд – Парний розряд              | Мартіна Навратілова 6–2, 6–3              | Енн Сміт                        | Сільвія Ганіка Барбара Поттер  | Пем Шрайвер Бонні Гадушек Андреа Єйгер Беттіна Бюнге        |
| 4 січня  | Avon Championships of Washington Вашингтон, США Avon Championships Circuit $200,000 – Килим (i) – 32S/16D Одиночний розряд – Парний розряд              | Кеті Джордан Енн Сміт 6–2, 3–6, 6–1       | Мартіна Навратілова Пем Шрайвер | Сільвія Ганіка Барбара Поттер  | Пем Шрайвер Бонні Гадушек Андреа Єйгер Беттіна Бюнге        |
| 4 січня  | Avon Futures of Fort Myers Форт-Маєрс, США Avon Championships Circuit $50,000 – Тверде – 32S/16D Одиночний розряд – Парний розряд                       | Лі Док Хі 6–0, 6–3                        | Івонн Вермак                    | Розалін Феербенк Лі Антонопліс | Раффаелла Реджі Vicki Nelson Dunbar Луча Романов С'юзен Лео |
| 4 січня  | Avon Futures of Fort Myers Форт-Маєрс, США Avon Championships Circuit $50,000 – Тверде – 32S/16D Одиночний розряд – Парний розряд                       | Марджорі Блеквуд С'юзен Лео 2–6, 6–1, 6–2 | Pat Medrado Клаудія Монтейру    | Розалін Феербенк Лі Антонопліс | Раффаелла Реджі Vicki Nelson Dunbar Луча Романов С'юзен Лео |
| 11 січня | Avon Championships of Cincinnati Цинциннаті, США Avon Championships Circuit $150,000 – Килим (i) – 32S/16D Одиночний розряд – Парний розряд             | Барбара Поттер 6–4, 7–6(7–3)              | Беттіна Бюнге                   | Енн Сміт Біллі Джин Кінг       | Кенді Рейнолдс Леслі Аллен Кеті Ріналді Сільвія Ганіка      |
| 11 січня | Avon Championships of Cincinnati Цинциннаті, США Avon Championships Circuit $150,000 – Килим (i) – 32S/16D Одиночний розряд – Парний розряд             | Сью Баркер Енн Кійомура 6–2, 7–6(7–5)     | Пем Шрайвер Енн Сміт            | Енн Сміт Біллі Джин Кінг       | Кенді Рейнолдс Леслі Аллен Кеті Ріналді Сільвія Ганіка      |
| 11 січня | Avon Championships of Hampton Roads Ньюпорт (Род-Айленд), США Avon Championships Circuit $50,000 – Килим (i) – 32S/16D Одиночний розряд – Парний розряд | Гелена Сукова 6–2, 6–7, 6–0               | Pat Medrado                     | Кім Сендс Андреа Леанд         | Ева Пфафф Лей-Енн Томпсон Ненсі Їрджин Петра Джош-Деліс     |
| 11 січня | Avon Championships of Hampton Roads Ньюпорт (Род-Айленд), США Avon Championships Circuit $50,000 – Килим (i) – 32S/16D Одиночний розряд – Парний розряд | Марселла Мескер Carol Lynn Baily 6–2, 6–1 | Луча Романов Корінн Ваньє       | Кім Сендс Андреа Леанд         | Ева Пфафф Лей-Енн Томпсон Ненсі Їрджин Петра Джош-Деліс     |
| 18 січня | Avon Championships of Seattle Сіетл, США Avon Championships Circuit $150,000 – Килим (i) – 32S/16D Одиночний розряд – Парний розряд                     | Мартіна Навратілова 6–2, 6–0              | Андреа Єйгер                    | Барбара Поттер Венді Тернбулл  | Енн Сміт Беттіна Бюнге Сільвія Ганіка Вірджинія Рузіч       |
| 18 січня | Avon Championships of Seattle Сіетл, США Avon Championships Circuit $150,000 – Килим (i) – 32S/16D Одиночний розряд – Парний розряд                     | Розмарі Касалс Венді Тернбулл 7–5, 6–4    | Пем Шрайвер Енн Сміт            | Барбара Поттер Венді Тернбулл  | Енн Сміт Беттіна Бюнге Сільвія Ганіка Вірджинія Рузіч       |
| 25 січня | Avon Championships of Chicago Чикаго, США Avon Championships Circuit $150,000 – Килим (i) – 32S/16D Одиночний розряд – Парний розряд                    | Мартіна Навратілова 6–4, 6–1              | Венді Тернбулл                  | Сільвія Ганіка Андреа Єйгер    | Андреа Леанд Гелена Сукова Пем Шрайвер Діанне Фромгольтц    |
| 25 січня | Avon Championships of Chicago Чикаго, США Avon Championships Circuit $150,000 – Килим (i) – 32S/16D Одиночний розряд – Парний розряд                    | Мартіна Навратілова Пем Шрайвер 7–5, 6–4  | Розмарі Касалс Венді Тернбулл   | Сільвія Ганіка Андреа Єйгер    | Андреа Леанд Гелена Сукова Пем Шрайвер Діанне Фромгольтц    |

### Лютий
| Тиждень   | Турнір | Чемпіонки                                    | Фіналістки                    | Півфіналістки                     | Чвертьфіналістки                                            |
| --------- | --- | -------------------------------------------- | ----------------------------- | --------------------------------- | ----------------------------------------------------------- |
| 1 лютого  | Avon Championships of Detroit Детройт, США Avon Championships Circuit $150,000 – Килим (i) – 32S/16D Одиночний розряд – Парний розряд                | Андреа Єйгер 2–6, 6–4, 6–2                   | Міма Яушовець                 | Венді Тернбулл Розалін Феербенк   | Енн Сміт Діанне Фромгольтц Вірджинія Рузіч Мері-Лу Деніелс  |
| 1 лютого  | Avon Championships of Detroit Детройт, США Avon Championships Circuit $150,000 – Килим (i) – 32S/16D Одиночний розряд – Парний розряд                | Леслі Аллен Міма Яушовець 6–4, 6–0           | Розмарі Касалс Венді Тернбулл | Венді Тернбулл Розалін Феербенк   | Енн Сміт Діанне Фромгольтц Вірджинія Рузіч Мері-Лу Деніелс  |
| 8 лютого  | Avon Championships of Kansas Канзас-Сіті (Канзас), США Avon Championships Circuit $100,000 – Килим (i) – 16S/8D Одиночний розряд – Парний розряд     | Мартіна Навратілова 6–2, 6–2                 | Барбара Поттер                | Мері-Лу Деніелс Міма Яушовець     | Енн Сміт Вірджинія Рузіч Андреа Леанд Розалін Феербенк      |
| 8 лютого  | Avon Championships of Kansas Канзас-Сіті (Канзас), США Avon Championships Circuit $100,000 – Килим (i) – 16S/8D Одиночний розряд – Парний розряд     | Барбара Поттер Шерон Волш 4–6, 6–2, 6–2      | Мері-Лу Деніелс Енн Сміт      | Мері-Лу Деніелс Міма Яушовець     | Енн Сміт Вірджинія Рузіч Андреа Леанд Розалін Феербенк      |
| 15 лютого | Avon Championships of Houston Х'юстон, Техас, США Avon Championships Circuit $100,000 – Килим (i) – 17S/10D Одиночний розряд – Парний розряд         | Беттіна Бюнге 6–2, 3–6, 6–2                  | Пем Шрайвер                   | Сью Баркер Діанне Фромгольтц      | Венді Вайт Сабіна Сіммондс Мері-Лу Деніелс Венді Тернбулл   |
| 15 лютого | Avon Championships of Houston Х'юстон, Техас, США Avon Championships Circuit $100,000 – Килим (i) – 17S/10D Одиночний розряд – Парний розряд         | Кеті Джордан Пем Шрайвер 7–6(8–6), 6–2       | Сью Баркер Шерон Волш         | Сью Баркер Діанне Фромгольтц      | Венді Вайт Сабіна Сіммондс Мері-Лу Деніелс Венді Тернбулл   |
| 22 лютого | Avon Championships of California Окленд (Каліфорнія), США Avon Championships Circuit $150,000 – Килим (i) – 32S/16D Одиночний розряд – Парний розряд | Андреа Єйгер 7–6(7–5), 6–3                   | Кріс Еверт                    | Сільвія Ганіка Клаудія Коде-Кільш | Леслі Аллен Вірджинія Рузіч Венді Тернбулл Барбара Поттер   |
| 22 лютого | Avon Championships of California Окленд (Каліфорнія), США Avon Championships Circuit $150,000 – Килим (i) – 32S/16D Одиночний розряд – Парний розряд | Барбара Поттер Шерон Волш 6–1, 3–6, 7–6(7–5) | Кеті Джордан Пем Шрайвер      | Сільвія Ганіка Клаудія Коде-Кільш | Леслі Аллен Вірджинія Рузіч Венді Тернбулл Барбара Поттер   |
| 22 лютого | Avon Championships of Nashville Нашвілл, США Avon Championships Circuit $50,000 – Килим (i) – 32S/16D Одиночний розряд – Парний розряд               | Ева Пфафф 6–3, 7–5                           | Лей-Енн Томпсон               | Енн Генрікссон Джулі Гаррінгтон   | Лаура Аррая Lisa Bonder-Kreiss Марселла Мескер Кім Стейнмец |
| 22 лютого | Avon Championships of Nashville Нашвілл, США Avon Championships Circuit $50,000 – Килим (i) – 32S/16D Одиночний розряд – Парний розряд               | Кріс О'Ніл Міммі Вікстедт 6–2, 7–6           | Алісія Молтон Джейн Преєр     | Енн Генрікссон Джулі Гаррінгтон   | Лаура Аррая Lisa Bonder-Kreiss Марселла Мескер Кім Стейнмец |

### Березень
| Тиждень    | Турнір | Чемпіонки                                  | Фіналістки                       | Півфіналістки                             | Чвертьфіналістки                                             |
| ---------- | --- | ------------------------------------------ | -------------------------------- | ----------------------------------------- | ------------------------------------------------------------ |
| 1 березня  | Avon Championships of Los Angeles Лос-Анджелес, США Avon Championships Circuit $150,000 – Тверде – 32S/16D Одиночний розряд – Парний розряд | Міма Яушовець 6–2, 7–6(7–4)                | Сільвія Ганіка                   | Біллі Джин Кінг Леслі Аллен               | Івонн Вермак Андреа Леанд Джо Дьюрі Барбара Поттер           |
| 1 березня  | Avon Championships of Los Angeles Лос-Анджелес, США Avon Championships Circuit $150,000 – Тверде – 32S/16D Одиночний розряд – Парний розряд | Кеті Джордан Енн Сміт 6–3, 7–5             | Барбара Поттер Шерон Волш        | Біллі Джин Кінг Леслі Аллен               | Івонн Вермак Андреа Леанд Джо Дьюрі Барбара Поттер           |
| 8 березня  | Avon Championships of Dallas Даллас, Texas, США Avon Championships Circuit $200,000 – Килим (i) – 565/16D Одиночний розряд – Парний розряд  | Мартіна Навратілова 6–3, 6–2               | Міма Яушовець                    | Кейт Летем Сабіна Сіммондс                | Венді Тернбулл Мері-Лу Деніелс Леслі Аллен Дженніфер Расселл |
| 8 березня  | Avon Championships of Dallas Даллас, Texas, США Avon Championships Circuit $200,000 – Килим (i) – 565/16D Одиночний розряд – Парний розряд  | Мартіна Навратілова Пем Шрайвер 6–4, 6–4   | Біллі Джин Кінг Ілана Клосс      | Кейт Летем Сабіна Сіммондс                | Венді Тернбулл Мері-Лу Деніелс Леслі Аллен Дженніфер Расселл |
| 15 березня | Avon Championships of Boston Бостон, США Avon Championships Circuit $150,000 – Килим (i) – 32S/16D Одиночний розряд – Парний розряд         | Кеті Джордан 7–5, 1–6, 6–4                 | Венді Тернбулл                   | Бонні Гадушек Андреа Леанд                | Енн Сміт Бетсі Нагелсен Івонн Вермак Біллі Джин Кінг         |
| 15 березня | Avon Championships of Boston Бостон, США Avon Championships Circuit $150,000 – Килим (i) – 32S/16D Одиночний розряд – Парний розряд         | Кеті Джордан Енн Сміт 7–6(9–7), 2–6, 6–4   | Розмарі Касалс Венді Тернбулл    | Бонні Гадушек Андреа Леанд                | Енн Сміт Бетсі Нагелсен Івонн Вермак Біллі Джин Кінг         |
| 15 березня | Avon Futures Championships Остін (Техас), США Avon Championships Circuit $50,000 – Килим (i) – 8S/4D Одиночний розряд – Парний розряд       | Клаудія Коде-Кільш 7–6, 0–6, 6–3           | Гелена Сукова                    | Сабіна Сіммондс Ева Пфафф                 |                                                              |
| 15 березня | Avon Futures Championships Остін (Техас), США Avon Championships Circuit $50,000 – Килим (i) – 8S/4D Одиночний розряд – Парний розряд       | Патрісія Медрадо Клаудія Монтейру 6–0, 6–1 | Джен Легейн Міммі Вікстедт       | Сабіна Сіммондс Ева Пфафф                 |                                                              |
| 22 березня | Avon Championships New York City, США WTA championships $300,000 – Килим (i) – 8S/4D Одиночний розряд – Парний розряд                       | Сільвія Ганіка 1–6, 6–3, 6–4               | Мартіна Навратілова              | Венді Тернбулл Енн Сміт                   |                                                              |
| 22 березня | Avon Championships New York City, США WTA championships $300,000 – Килим (i) – 8S/4D Одиночний розряд – Парний розряд                       | Мартіна Навратілова Пем Шрайвер 6–4, 6–3   | Кеті Джордан Енн Сміт            | Венді Тернбулл Енн Сміт                   |                                                              |
| 29 березня | Citizen Cup Чарлстон (Південна Кароліна), США Non-Tour Турнірs $200,000 – Ґрунт – 4S/2D Одиночний розряд – Парний розряд                    | Кріс Еверт 7–6, 7–5                        | Андреа Єйгер                     | Third Place Івонн Гулагонг-Коулі 6–2, 6–2 | Fourth Place Гана Мандлікова                                 |
| 29 березня | Citizen Cup Чарлстон (Південна Кароліна), США Non-Tour Турнірs $200,000 – Ґрунт – 4S/2D Одиночний розряд – Парний розряд                    | Розмарі Касалс Венді Тернбулл 6–1, 7–6     | Івонн Гулагонг-Коулі Бетті Стеве | Third Place Івонн Гулагонг-Коулі 6–2, 6–2 | Fourth Place Гана Мандлікова                                 |

### Квітень
| Тиждень   | Турнір | Чемпіонки                                | Фіналістки                        | Півфіналістки                                         | Чвертьфіналістки |
| --------- | --- | ---------------------------------------- | --------------------------------- | ----------------------------------------------------- | --- |
| 5 квітня  | Family Circle Cup Чарлстон (Південна Кароліна), США Toyota Series (Категорія 7) $200,000 – Ґрунт – 56S/32D Одиночний розряд – Парний розряд | Мартіна Навратілова 6–4, 6–2             | Андреа Єйгер                      | Кріс Еверт Міма Яушовець                              | Пем Шрайвер Зіна Гаррісон Гана Мандлікова Андреа Леанд                                                                 |
| 5 квітня  | Family Circle Cup Чарлстон (Південна Кароліна), США Toyota Series (Категорія 7) $200,000 – Ґрунт – 56S/32D Одиночний розряд – Парний розряд | Мартіна Навратілова Пем Шрайвер 6–1, 6–2 | Дженніфер Расселл Вірджинія Рузіч | Кріс Еверт Міма Яушовець                              | Пем Шрайвер Зіна Гаррісон Гана Мандлікова Андреа Леанд                                                                 |
| 12 квітня | Bridgestone Doubles Championships Tokyo, Японія Toyota Series (Категорія 5) $150,000 – Килим (i) – 8D Парний розряд                         | Мартіна Навратілова Пем Шрайвер 7–5, 6–3 | Кеті Джордан Енн Сміт             | Енн Кійомура / Сью Баркер Леслі Аллен / Міма Яушовець | Мері-Лу Деніелс / Венді Вайт Біллі Джин Кінг / Ілана Клосс Розмарі Касалс / Венді Тернбулл Барбара Поттер / Шерон Волш |
| 19 квітня | Murjani WTA Championships Амелія (острів), США Toyota Series (Категорія 7) $250,000 – Ґрунт – 56S/32D Одиночний розряд – Парний розряд      | Кріс Еверт 6–3, 6–1                      | Андреа Єйгер                      | Беттіна Бюнге Кетлін Горват                           | Іванна Мадруга Пем Кеселі Катрін Танв'є Кеті Ріналді                                                                   |
| 19 квітня | Murjani WTA Championships Амелія (острів), США Toyota Series (Категорія 7) $250,000 – Ґрунт – 56S/32D Одиночний розряд – Парний розряд      | Леслі Аллен Міма Яушовець 6–1, 7–5       | Барбара Поттер Шерон Волш         | Беттіна Бюнге Кетлін Горват                           | Іванна Мадруга Пем Кеселі Катрін Танв'є Кеті Ріналді                                                                   |
| 26 квітня | United Airlines Tournament of Champions Орландо, США Toyota Series (Категорія 7) $200,000 – Ґрунт – 22S/8D Одиночний розряд – Парний розряд | Мартіна Навратілова 6–2, 7–5             | Венді Тернбулл                    | Міма Яушовець Андреа Єйгер                            | Патрісія Медрадо Барбара Поттер Пем Шрайвер Ліса Бондер                                                                |
| 26 квітня | United Airlines Tournament of Champions Орландо, США Toyota Series (Категорія 7) $200,000 – Ґрунт – 22S/8D Одиночний розряд – Парний розряд | Розмарі Касалс Венді Тернбулл 6–3, 6–3   | Кеті Джордан Енн Сміт             | Міма Яушовець Андреа Єйгер                            | Патрісія Медрадо Барбара Поттер Пем Шрайвер Ліса Бондер                                                                |
| 26 квітня | Torneo Citta di Arzachena Сардинія, Італія Toyota Series (Категорія 1) $50,000 – Ґрунт – 22S/8D Одиночний розряд – Парний розряд            | Елізабет Смайлі 6–2, 7–5                 | Дана Гілберт                      |                                                       | |
| 26 квітня | Torneo Citta di Arzachena Сардинія, Італія Toyota Series (Категорія 1) $50,000 – Ґрунт – 22S/8D Одиночний розряд – Парний розряд            | Деббі Джеванс Liz Jones 7–6, 6–2         | Катрін Єкселл Сусана Віллаверде   |                                                       | |

### Травень
| Тиждень             | Турнір | Чемпіонки                                | Фіналістки                        | Півфіналістки                | Чвертьфіналістки                                              |
| ------------------- | --- | ---------------------------------------- | --------------------------------- | ---------------------------- | ------------------------------------------------------------- |
| 3 травня            | Internazionali d'Italia Перуджа, Італія Toyota Series (Категорія 5) $150,000 – Ґрунт – 56S/32D Одиночний розряд – Парний розряд             | Кріс Еверт 6–0, 6–2                      | Гана Мандлікова                   | Ліса Бондер Біллі Джин Кінг  | Бонні Гадушек Івонн Вермак Сільвія Ганіка Пем Кеселі          |
| 3 травня            | Internazionali d'Italia Перуджа, Італія Toyota Series (Категорія 5) $150,000 – Ґрунт – 56S/32D Одиночний розряд – Парний розряд             | Кетлін Горват Івонн Вермак 2–6, 6–4, 7–6 | Біллі Джин Кінг Ілана Клосс       | Ліса Бондер Біллі Джин Кінг  | Бонні Гадушек Івонн Вермак Сільвія Ганіка Пем Кеселі          |
| 10 травня           | Toyota Swiss Open Лугано, Швейцарія Toyota Series (Категорія 3) $100,000 – Ґрунт – 56S/32D Одиночний розряд – Парний розряд                 | Кріс Еверт 6–0, 6–3                      | Андреа Темешварі                  | Вірджинія Рузіч Івонн Вермак | Гелена Сукова Марселла Мескер Патрісія Медрадо Сільвія Ганіка |
| 10 травня           | Toyota Swiss Open Лугано, Швейцарія Toyota Series (Категорія 3) $100,000 – Ґрунт – 56S/32D Одиночний розряд – Парний розряд                 | Кенді Рейнолдс Пола Сміт 6–2, 6–4        | Дженніфер Расселл Вірджинія Рузіч | Вірджинія Рузіч Івонн Вермак | Гелена Сукова Марселла Мескер Патрісія Медрадо Сільвія Ганіка |
| 17 травня           | WTA German Open Berlin, Німеччина Toyota Series (Категорія 5) $150,000 – Ґрунт – 56S/29D Одиночний розряд – Парний розряд                   | Беттіна Бюнге 6–2, 6–2                   | Кеті Ріналді                      | Бонні Гадушек Сільвія Ганіка | Гана Мандлікова Лі Док Хі Міма Яушовець Андреа Леанд          |
| 17 травня           | WTA German Open Berlin, Німеччина Toyota Series (Категорія 5) $150,000 – Ґрунт – 56S/29D Одиночний розряд – Парний розряд                   | Елізабет Гордон Беверлі Моулд 6–3, 6–4   | Беттіна Бюнге Клаудія Коде-Кільш  | Бонні Гадушек Сільвія Ганіка | Гана Мандлікова Лі Док Хі Міма Яушовець Андреа Леанд          |
| 24 травня 31 травня | Відкритий чемпіонат Франції з тенісу Paris, Франція Grand Slam $350,000 – Ґрунт – 112S/64Q/48D/32X Одиночний розряд – Парний розряд – Мікст | Мартіна Навратілова 7–6(8–6), 6–1        | Андреа Єйгер                      | Кріс Еверт Гана Мандлікова   | Луча Романов Вірджинія Рузіч Трейсі Остін Зіна Гаррісон       |
| 24 травня 31 травня | Відкритий чемпіонат Франції з тенісу Paris, Франція Grand Slam $350,000 – Ґрунт – 112S/64Q/48D/32X Одиночний розряд – Парний розряд – Мікст | Мартіна Навратілова Енн Сміт 6–3, 6–4    | Розмарі Касалс Венді Тернбулл     | Кріс Еверт Гана Мандлікова   | Луча Романов Вірджинія Рузіч Трейсі Остін Зіна Гаррісон       |
| 24 травня 31 травня | Відкритий чемпіонат Франції з тенісу Paris, Франція Grand Slam $350,000 – Ґрунт – 112S/64Q/48D/32X Одиночний розряд – Парний розряд – Мікст | Венді Тернбулл Джон Ллойд 6–2, 7–6       | Клаудія Монтейру Кассіу Мотта     | Кріс Еверт Гана Мандлікова   | Луча Романов Вірджинія Рузіч Трейсі Остін Зіна Гаррісон       |

### Червень
| Тиждень             | Турнір | Чемпіонки                                | Фіналістки                    | Півфіналістки                 | Чвертьфіналістки                                      |
| ------------------- | --- | ---------------------------------------- | ----------------------------- | ----------------------------- | ----------------------------------------------------- |
| 7 червня            | Edgbaston Cup Бірмінгем, Велика Британія Toyota Series (Категорія 3) $100,000 – Трава – 56S/32D Одиночний розряд – Парний розряд     | Біллі Джин Кінг 6–2, 6–1                 | Розалін Феербенк              | Енн Кійомура Бетсі Нагелсен   | Бетті Стеве Джо Дьюрі Леслі Аллен Ненсі Їрджин        |
| 7 червня            | Edgbaston Cup Бірмінгем, Велика Британія Toyota Series (Категорія 3) $100,000 – Трава – 56S/32D Одиночний розряд – Парний розряд     | Джо Дьюрі Енн Гоббс 6–3, 6–2             | Розмарі Касалс Венді Тернбулл | Енн Кійомура Бетсі Нагелсен   | Бетті Стеве Джо Дьюрі Леслі Аллен Ненсі Їрджин        |
| 14 червня           | BMW Championships Істборн, Велика Британія Toyota Series (Категорія 5) $150,000 – Трава – 64S/32D Одиночний розряд – Парний розряд   | Мартіна Навратілова 6–4, 6–3             | Гана Мандлікова               | Джо Дьюрі Беттіна Бюнге       | Барбара Поттер Бетті Стеве Зіна Гаррісон Андреа Єйгер |
| 14 червня           | BMW Championships Істборн, Велика Британія Toyota Series (Категорія 5) $150,000 – Трава – 64S/32D Одиночний розряд – Парний розряд   | Мартіна Навратілова Пем Шрайвер 6–3, 6–4 | Кеті Джордан Енн Сміт         | Джо Дьюрі Беттіна Бюнге       | Барбара Поттер Бетті Стеве Зіна Гаррісон Андреа Єйгер |
| 21 червня 28 червня | Вімблдонський турнір London, Велика Британія Grand Slam $670,000 – Трава – 112S/64Q/48D/48X Одиночний розряд – Парний розряд – Мікст | Мартіна Навратілова 6–1, 3–6, 6–2        | Кріс Еверт                    | Беттіна Бюнге Біллі Джин Кінг | Джоанн Расселл Енн Сміт Трейсі Остін Барбара Поттер   |
| 21 червня 28 червня | Вімблдонський турнір London, Велика Британія Grand Slam $670,000 – Трава – 112S/64Q/48D/48X Одиночний розряд – Парний розряд – Мікст | Мартіна Навратілова Пем Шрайвер 6–4, 6–1 | Кеті Джордан Енн Сміт         | Беттіна Бюнге Біллі Джин Кінг | Джоанн Расселл Енн Сміт Трейсі Остін Барбара Поттер   |
| 21 червня 28 червня | Вімблдонський турнір London, Велика Британія Grand Slam $670,000 – Трава – 112S/64Q/48D/48X Одиночний розряд – Парний розряд – Мікст | Енн Сміт Кевін Каррен 2–6, 6–3, 7–5      | Венді Тернбулл Джон Ллойд     | Беттіна Бюнге Біллі Джин Кінг | Джоанн Расселл Енн Сміт Трейсі Остін Барбара Поттер   |

### Липень
| Тиждень  | Турнір | Чемпіонки                                 | Фіналістки                                     | Півфіналістки                    | Чвертьфіналістки                                                       |
| -------- | --- | ----------------------------------------- | ---------------------------------------------- | -------------------------------- | ---------------------------------------------------------------------- |
| 5 липня  | Casino Cup Гамбург, Німеччина Toyota Series (Категорія 1) $50,000 – Ґрунт – 32S/16D Одиночний розряд – Парний розряд    | Ліса Бондер 6–3, 6–2                      | Рената Томанова                                | Мануела Малеєва Клаудія Монтейру | Кетрін Кейл Леа Піхова Ліліан Дрешер Марцела Скугерська                |
| 5 липня  | Casino Cup Гамбург, Німеччина Toyota Series (Категорія 1) $50,000 – Ґрунт – 32S/16D Одиночний розряд – Парний розряд    | Елізабет Екблом Лена Сандін 7–6, 6–3      | Патрісія Медрадо Клаудія Монтейру              | Мануела Малеєва Клаудія Монтейру | Кетрін Кейл Леа Піхова Ліліан Дрешер Марцела Скугерська                |
| 12 липня | Kim Cup Монте-Карло, Монако Toyota Series (Категорія 1) $50,000 – Ґрунт – 32S/16D Одиночний розряд – Парний розряд      | Вірджинія Рузіч 6–2, 7–6(7–5)             | Бонні Гадушек                                  | Сільвія Ганіка Патрісія Медрадо  | Катрін Танв'є Lisa Bonder-Kreiss Сью Баркер Андреа Темешварі           |
| 12 липня | Kim Cup Монте-Карло, Монако Toyota Series (Категорія 1) $50,000 – Ґрунт – 32S/16D Одиночний розряд – Парний розряд      | Вірджинія Рузіч Катрін Танв'є 7–6, 6–2    | Патрісія Медрадо Клаудія Монтейру              | Сільвія Ганіка Патрісія Медрадо  | Катрін Танв'є Lisa Bonder-Kreiss Сью Баркер Андреа Темешварі           |
| 19 липня | Federation Cup Санта-Клара (Каліфорнія), США Team event Тверде                                                          | Сполучені Штати Америки · 3–0             | Федеративна Республіка Німеччина (1949—1990) · | Чехословаччина · Австралія ·     | Бразилія · Велика Британія · Швейцарія · Радянський Союз               |
| 19 липня | Head Cup Кіцбюель, Австрія Toyota Series (Категорія 1) $50,000 – Ґрунт – 32S/16D Одиночний розряд – Парний розряд       | Вірджинія Рузіч 6–2, 6–2                  | Леа Піхова                                     | Петра Губер Kateřina Böhmová     | Сільвія Ганіка Michaela Pazderová Маріе Пінтерова Ангелікі Канеллопулу |
| 19 липня | Head Cup Кіцбюель, Австрія Toyota Series (Категорія 1) $50,000 – Ґрунт – 32S/16D Одиночний розряд – Парний розряд       | Івона Бржакова Kateřina Böhmová 6–1, 7–5  | Jill Patterson Courtney Lord                   | Петра Губер Kateřina Böhmová     | Сільвія Ганіка Michaela Pazderová Маріе Пінтерова Ангелікі Канеллопулу |
| 26 липня | Wells Fargo Open Сан-Дієго, США Toyota Series (Категорія 4) $125,000 – Тверде- 32S/16D Одиночний розряд – Парний розряд | Трейсі Остін 7–6(7–5), 6–3                | Кеті Ріналді                                   | Кеті Джордан Корінн Ваньє        | Кейт Летем Леслі Аллен Бонні Гадушек Алісія Молтон                     |
| 26 липня | Wells Fargo Open Сан-Дієго, США Toyota Series (Категорія 4) $125,000 – Тверде- 32S/16D Одиночний розряд – Парний розряд | Кеті Джордан Пола Сміт 6–3, 5–7, 7–6(7–3) | Патрісія Медрадо Клаудія Монтейру              | Кеті Джордан Корінн Ваньє        | Кейт Летем Леслі Аллен Бонні Гадушек Алісія Молтон                     |

### Серпень
| Тиждень             | Турнір | Чемпіонки                                             | Фіналістки                     | Півфіналістки                   | Чвертьфіналістки                                           |
| ------------------- | --- | ----------------------------------------------------- | ------------------------------ | ------------------------------- | ---------------------------------------------------------- |
| 2 серпня            | U.S. Clay Court Championships Індіанаполіс, США Toyota Series (Категорія 7) $200,000 – Ґрунт – 56S/32D Одиночний розряд – Парний розряд       | Вірджинія Рузіч 6–2, 6–0                              | Гелена Сукова                  | Бонні Гадушек Кеті Ріналді      | Мішелл Торрес Лі Док Хі Діанне Фромгольтц Сьюзен Маскарін  |
| 2 серпня            | U.S. Clay Court Championships Індіанаполіс, США Toyota Series (Категорія 7) $200,000 – Ґрунт – 56S/32D Одиночний розряд – Парний розряд       | Іванна Мадруга Катрін Танв'є 7–5, 7–6(7–4)            | Джоанн Расселл Вірджинія Рузіч | Бонні Гадушек Кеті Ріналді      | Мішелл Торрес Лі Док Хі Діанне Фромгольтц Сьюзен Маскарін  |
| 9 серпня            | Toyota Women's Tennis Classic Атланта, США Toyota Series (Категорія 5) $150,000 – Тверде – 32S/16D Одиночний розряд – Парний розряд           | Кріс Еверт 6–3, 6–1                                   | Сьюзен Маскарін                | Мері-Лу Деніелс Дана Гілберт    | Івонн Вермак Венді Вайт Діанне Фромгольтц Енн Кійомура     |
| 9 серпня            | Toyota Women's Tennis Classic Атланта, США Toyota Series (Категорія 5) $150,000 – Тверде – 32S/16D Одиночний розряд – Парний розряд           | Кеті Джордан Бетсі Нагелсен 4–6, 7–6(13–11), 7–6(7–3) | Кріс Еверт Біллі Джин Кінг     | Мері-Лу Деніелс Дана Гілберт    | Івонн Вермак Венді Вайт Діанне Фромгольтц Енн Кійомура     |
| 16 серпня           | Player's Canadian Open Монреаль, Quebec, Канада Toyota Series (Категорія 7) $200,000 – Тверде – 56S/32D Одиночний розряд – Парний розряд      | Мартіна Навратілова 6–3, 7–5                          | Андреа Єйгер                   | Гана Мандлікова Сабіна Сіммондс | Іва Бударжова Вірджинія Рузіч Гелена Сукова Ева Пфафф      |
| 16 серпня           | Player's Canadian Open Монреаль, Quebec, Канада Toyota Series (Категорія 7) $200,000 – Тверде – 56S/32D Одиночний розряд – Парний розряд      | Мартіна Навратілова Кенді Рейнолдс 6–4, 6–4           | Барбара Поттер Шерон Волш      | Гана Мандлікова Сабіна Сіммондс | Іва Бударжова Вірджинія Рузіч Гелена Сукова Ева Пфафф      |
| 23 серпня           | WTA New Jersey Мава (Нью-Джерсі), США Toyota Series (Категорія 3) $100,000 – Тверде – 56S/32D Одиночний розряд – Парний розряд                | Лей-Енн Томпсон 7–6(7–4), 6–3                         | Беттіна Бюнге                  | Венді Вайт Клаудія Коде-Кільш   | Іва Бударжова Дженніфер Мундел Пем Шрайвер Кеті Джордан    |
| 23 серпня           | WTA New Jersey Мава (Нью-Джерсі), США Toyota Series (Категорія 3) $100,000 – Тверде – 56S/32D Одиночний розряд – Парний розряд                | Барбара Поттер Шерон Волш 6–1, 6–4                    | Розмарі Касалс Венді Тернбулл  | Венді Вайт Клаудія Коде-Кільш   | Іва Бударжова Дженніфер Мундел Пем Шрайвер Кеті Джордан    |
| 30 серпня 6 вересня | Відкритий чемпіонат США з тенісу Флашинг-Медоуз, USA Grand Slam $850,000 – Тверде – 128S/64Q/64D/32X Одиночний розряд – Парний розряд – Мікст | Кріс Еверт 6–3, 6–2                                   | Гана Мандлікова                | Пем Шрайвер Андреа Єйгер        | Мартіна Навратілова Трейсі Остін Гретхен Раш Бонні Гадушек |
| 30 серпня 6 вересня | Відкритий чемпіонат США з тенісу Флашинг-Медоуз, USA Grand Slam $850,000 – Тверде – 128S/64Q/64D/32X Одиночний розряд – Парний розряд – Мікст | Розмарі Касалс Венді Тернбулл 6–4, 6–3                | Барбара Поттер Шерон Волш      | Пем Шрайвер Андреа Єйгер        | Мартіна Навратілова Трейсі Остін Гретхен Раш Бонні Гадушек |
| 30 серпня 6 вересня | Відкритий чемпіонат США з тенісу Флашинг-Медоуз, USA Grand Slam $850,000 – Тверде – 128S/64Q/64D/32X Одиночний розряд – Парний розряд – Мікст | Енн Сміт Кевін Каррен 6–7, 7–6(7–4), 7–6(7–5)         | Барбара Поттер Ферді Тейган    | Пем Шрайвер Андреа Єйгер        | Мартіна Навратілова Трейсі Остін Гретхен Раш Бонні Гадушек |

### Вересень
| Тиждень    | Турнір | Чемпіонки                                        | Фіналістки                | Півфіналістки                 | Чвертьфіналістки                                          |
| ---------- | --- | ------------------------------------------------ | ------------------------- | ----------------------------- | --------------------------------------------------------- |
| 13 вересня | TV Tokyo Open Tokyo, Японія Toyota Series (Категорія 5) $150,000 – Килим (i) – 16S Одиночний розряд                                | Беттіна Бюнге 7–6(7–4), 6–2                      | Барбара Поттер            | Сенді Коллінз Гана Мандлікова | Венді Тернбулл Міма Яушовець Пем Кеселі Бонні Гадушек     |
| 27 вересня | US Indoors Гартфорд (Коннектикут), США Toyota Series (Категорія 4) $125,000 – Килим (i) – 32S/16D Одиночний розряд – Парний розряд | Барбара Поттер 6–4, 6–2                          | Пем Шрайвер               | Трейсі Остін Венді Тернбулл   | Камілл Бенджамін Сьюзен Маскарін Міма Яушовець Венді Вайт |
| 27 вересня | US Indoors Гартфорд (Коннектикут), США Toyota Series (Категорія 4) $125,000 – Килим (i) – 32S/16D Одиночний розряд – Парний розряд | Розмарі Касалс Венді Тернбулл 3–6, 7–6(7–5), 6–4 | Барбара Поттер Шерон Волш | Трейсі Остін Венді Тернбулл   | Камілл Бенджамін Сьюзен Маскарін Міма Яушовець Венді Вайт |

### Жовтень
| Тиждень   | Турнір | Чемпіонки                                              | Фіналістки                               | Півфіналістки                | Чвертьфіналістки                                                 |
| --------- | --- | ------------------------------------------------------ | ---------------------------------------- | ---------------------------- | ---------------------------------------------------------------- |
| 4 жовтня  | Lynda Carter Maybelline Classic Дірфілд-Біч, США Toyota Series (Категорія 4) $125,000 – Тверде – 32S/16D Одиночний розряд – Парний розряд       | Кріс Еверт 6–1, 6–1                                    | Андреа Єйгер                             | Андреа Леанд Пем Шрайвер     | Вірджинія Вейд Вірджинія Рузіч Барбара Геллквіст Барбара Поттер  |
| 4 жовтня  | Lynda Carter Maybelline Classic Дірфілд-Біч, США Toyota Series (Категорія 4) $125,000 – Тверде – 32S/16D Одиночний розряд – Парний розряд       | Барбара Поттер Шерон Волш 7–6(7–5), 7–6(7–3)           | Розмарі Касалс Венді Тернбулл            | Андреа Леанд Пем Шрайвер     | Вірджинія Вейд Вірджинія Рузіч Барбара Геллквіст Барбара Поттер  |
| 11 жовтня | Borden Classic Tokyo, Японія Toyota Series (Категорія 1) $50,000 – Тверде – 32S/16D Одиночний розряд – Парний розряд                            | Ліса Бондер 2–6, 6–0, 6–3                              | Шеллі Соломон                            | Філліс Блеквелл Лаура Аррая  | Angela Walker Barbie Bramblett Кейт Летем Лора Дюпонт            |
| 11 жовтня | Borden Classic Tokyo, Японія Toyota Series (Категорія 1) $50,000 – Тверде – 32S/16D Одиночний розряд – Парний розряд                            | Сато Наоко Brenda Remilton 2–6, 6–3, 6–3               | Лора Дюпонт Барбара Джордан (тенісистка) | Філліс Блеквелл Лаура Аррая  | Angela Walker Barbie Bramblett Кейт Летем Лора Дюпонт            |
| 11 жовтня | Florida Federal Open Тампа, США Toyota Series (Категорія 4) $125,000 – Тверде – 32S/16D Одиночний розряд – Парний розряд                        | Кріс Еверт 3–6, 6–1, 6–4                               | Андреа Єйгер                             | Андреа Леанд Бет Герр        | Вірджинія Рузіч Сільвія Ганіка Камілл Бенджамін Зіна Гаррісон    |
| 11 жовтня | Florida Federal Open Тампа, США Toyota Series (Категорія 4) $125,000 – Тверде – 32S/16D Одиночний розряд – Парний розряд                        | Енн Кійомура Пола Сміт 6–2, 6–4                        | Мері-Лу Деніелс Венді Вайт               | Андреа Леанд Бет Герр        | Вірджинія Рузіч Сільвія Ганіка Камілл Бенджамін Зіна Гаррісон    |
| 18 жовтня | Porsche Tennis Grand Prix Штутгарт, West Німеччина Toyota Series (Категорія 4) $125,000 – Тверде (i) – 32S/16D Одиночний розряд – Парний розряд | Мартіна Навратілова 6–3, 6–3                           | Трейсі Остін                             | Міма Яушовець Сільвія Ганіка | Pat Medrado Джо Дьюрі Пем Шрайвер Гелена Сукова                  |
| 18 жовтня | Porsche Tennis Grand Prix Штутгарт, West Німеччина Toyota Series (Категорія 4) $125,000 – Тверде (i) – 32S/16D Одиночний розряд – Парний розряд | Мартіна Навратілова Пем Шрайвер 6–2, 6–3               | Кенді Рейнолдс Енн Сміт                  | Міма Яушовець Сільвія Ганіка | Pat Medrado Джо Дьюрі Пем Шрайвер Гелена Сукова                  |
| 18 жовтня | Japan Open Tennis Championships Tokyo, Японія Toyota Series (Категорія 1) $50,000 – Тверде – S/D Одиночний розряд – Парний розряд               | Лаура Аррая 3–6, 6–4, 6–0                              | Пілар Васкес                             | Пем Вайткросс Ліса Бондер    | Іноуе Ецуко Янагі Масако Лора Дюпонт Катрін Єкселл               |
| 18 жовтня | Japan Open Tennis Championships Tokyo, Японія Toyota Series (Категорія 1) $50,000 – Тверде – S/D Одиночний розряд – Парний розряд               | Лора Дюпонт Барбара Джордан (тенісистка) 6–2, 6–7, 6–1 | Сато Наоко Brenda Remilton               | Пем Вайткросс Ліса Бондер    | Іноуе Ецуко Янагі Масако Лора Дюпонт Катрін Єкселл               |
| 25 жовтня | Daihatsu Challenge Брайтон, Велика Британія Toyota Series (Категорія 5) $150,000 – Килим (i) – 32S/16D Одиночний розряд – Парний розряд         | Мартіна Навратілова 6–1, 6–4                           | Кріс Еверт                               | Трейсі Остін Пем Шрайвер     | Барбара Поттер Дженніфер Расселл Вірджинія Рузіч Лей-Енн Томпсон |
| 25 жовтня | Daihatsu Challenge Брайтон, Велика Британія Toyota Series (Категорія 5) $150,000 – Килим (i) – 32S/16D Одиночний розряд – Парний розряд         | Мартіна Навратілова Пем Шрайвер 2–6, 7–5, 6–4          | Барбара Поттер Шерон Волш                | Трейсі Остін Пем Шрайвер     | Барбара Поттер Дженніфер Расселл Вірджинія Рузіч Лей-Енн Томпсон |

### Листопад
| Тиждень               | Турнір | Чемпіонки                                     | Фіналістки                    | Півфіналістки                        | Чвертьфіналістки                                               |
| --------------------- | --- | --------------------------------------------- | ----------------------------- | ------------------------------------ | -------------------------------------------------------------- |
| 1 листопада           | Seiko Classic Гонконг Toyota Series (Категорія 1) $50,000 – Тверде – 32S/16D Одиночний розряд – Парний розряд                         | Катрін Єкселл 6–3, 7–5                        | Алісія Молтон                 | Вікі Нелсон-Данбар Крістіан Жоліссен | Ліліан Дрешер Дана Гілберт Кім Стейнмец Філліс Блеквелл        |
| 1 листопада           | Seiko Classic Гонконг Toyota Series (Категорія 1) $50,000 – Тверде – 32S/16D Одиночний розряд – Парний розряд                         | Лора Дюпонт Алісія Молтон 6–2, 4–6, 7–5       | Дженніфер Мундел Івонн Вермак | Вікі Нелсон-Данбар Крістіан Жоліссен | Ліліан Дрешер Дана Гілберт Кім Стейнмец Філліс Блеквелл        |
| 1 листопада           | Wightman Cup Вільямсбург (Вірджинія), США Тверде (i) Team event                                                                       | США · 6–1                                     | Great Britain                 |                                      |                                                                |
| 15 листопада          | National Panasonic Open Брисбен, Австралія Toyota Series (Категорія 4) $150,000 – Трава – 56S/32D Одиночний розряд – Парний розряд    | Венді Тернбулл 6–3, 6–1                       | Пем Шрайвер                   | Розалін Феербенк Алісія Молтон       | Трейсі Остін Мануела Малеєва Гана Мандлікова Катрін Танв'є     |
| 15 листопада          | National Panasonic Open Брисбен, Австралія Toyota Series (Категорія 4) $150,000 – Трава – 56S/32D Одиночний розряд – Парний розряд    | Біллі Джин Кінг Енн Сміт 6–3, 6–4             | Ева Пфафф Клаудія Коде-Кільш  | Розалін Феербенк Алісія Молтон       | Трейсі Остін Мануела Малеєва Гана Мандлікова Катрін Танв'є     |
| 15 листопада          | Lion's Cup Tokyo, Японія Non-Tour Турнірs $200,000 – Килим (i) – S Одиночний розряд                                                   | Кріс Еверт 6–3, 6–2                           | Андреа Єйгер                  | Беттіна Бюнге Сільвія Ганіка         |                                                                |
| 22 листопада          | NSW Building Society Open Сідней, Австралія Toyota Series (Категорія 4) $125,000 – Трава – 56S/32D Одиночний розряд – Парний розряд   | Мартіна Навратілова 6–0, 3–6, 6–1             | Івонн Гулагонг-Коулі          | Пем Шрайвер Андреа Єйгер             | Енн Сміт Венді Тернбулл Ева Пфафф Біллі Джин Кінг              |
| 22 листопада          | NSW Building Society Open Сідней, Австралія Toyota Series (Категорія 4) $125,000 – Трава – 56S/32D Одиночний розряд – Парний розряд   | Мартіна Навратілова Пем Шрайвер 6–2, 2–6, 7–6 | Ева Пфафф Клаудія Коде-Кільш  | Пем Шрайвер Андреа Єйгер             | Енн Сміт Венді Тернбулл Ева Пфафф Біллі Джин Кінг              |
| 29 листопада 6 грудня | Відкритий чемпіонат Австралії з тенісу Мельбурн, Австралія Grand Slam $500,000 – Трава – 64S/32Q/32D Одиночний розряд – Парний розряд | Кріс Еверт 6–3, 2–6, 6–3                      | Мартіна Навратілова           | Пем Шрайвер Зіна Гаррісон            | Джо Дьюрі Карлінг Бассетт-Сегусо Венді Тернбулл Сільвія Ганіка |
| 29 листопада 6 грудня | Відкритий чемпіонат Австралії з тенісу Мельбурн, Австралія Grand Slam $500,000 – Трава – 64S/32Q/32D Одиночний розряд – Парний розряд | Мартіна Навратілова Пем Шрайвер 6–4, 6–2      | Ева Пфафф Клаудія Коде-Кільш  | Пем Шрайвер Зіна Гаррісон            | Джо Дьюрі Карлінг Бассетт-Сегусо Венді Тернбулл Сільвія Ганіка |

### Грудень
| Тиждень   | Турнір | Чемпіонки                                | Фіналістки                        | Півфіналістки                     | Чвертьфіналістки                                            |
| --------- | --- | ---------------------------------------- | --------------------------------- | --------------------------------- | ----------------------------------------------------------- |
| 6 грудня  | Central Fidelity Banks International Ричмонд (Вірджинія), США Toyota Series (Категорія 5) $150,000 – Килим (i) – 32S/16D Одиночний розряд – Парний розряд | Венді Тернбулл 6–7, 6–4, 6–2             | Трейсі Остін                      | Лей-Енн Томпсон Дженніфер Расселл | Бонні Гадушек Вірджинія Рузіч Міма Яушовець Мері-Лу Деніелс |
| 6 грудня  | Central Fidelity Banks International Ричмонд (Вірджинія), США Toyota Series (Категорія 5) $150,000 – Килим (i) – 32S/16D Одиночний розряд – Парний розряд | Розмарі Касалс Кенді Рейнолдс 6–3, 6–4   | Дженніфер Расселл Вірджинія Рузіч | Лей-Енн Томпсон Дженніфер Расселл | Бонні Гадушек Вірджинія Рузіч Міма Яушовець Мері-Лу Деніелс |
| 13 грудня | Toyota Series Championships Іст-Ратерфорд, USA WTA Championships $300,000 – Тверде (i) – 12S/6D Одиночний розряд – Парний розряд                          | Мартіна Навратілова 4–6, 6–1, 6–2        | Кріс Еверт                        | Гана Мандлікова Трейсі Остін      | Венді Тернбулл Барбара Поттер Андреа Єйгер Пем Шрайвер      |
| 13 грудня | Toyota Series Championships Іст-Ратерфорд, USA WTA Championships $300,000 – Тверде (i) – 12S/6D Одиночний розряд – Парний розряд                          | Мартіна Навратілова Пем Шрайвер 6–4, 7–5 | Кенді Рейнолдс Пола Сміт          | Гана Мандлікова Трейсі Остін      | Венді Тернбулл Барбара Поттер Андреа Єйгер Пем Шрайвер      |

## Рейтинги
Нижче наведено двадцять перших на кінець року гравчинь у рейтингу WTA в одиночному розряді.
| Одиночний розряд | Одиночний розряд          | Одиночний розряд | Одиночний розряд | Одиночний розряд |
| ---------------- | ------------------------- | ---------------- | ---------------- | ---------------- |
| Ранг             | Гравчиня                  | Пункти           | 1981             | Зміна            |
| 1                | Мартіна Навратілова (USA) | 19.165           | 3                | +2               |
| 2                | Кріс Еверт (USA)          | 17.526           | 1                | -1               |
| 3                | Андреа Єйгер (USA)        | 12.856           | 4                | +1               |
| 4                | Трейсі Остін (USA)        | 10.403           | 2                | -2               |
| 5                | Венді Тернбулл (AUS)      | 9.783            | 8                | +3               |
| 6                | Пем Шрайвер (USA)         | 9.156            | 7                | +1               |
| 7                | Гана Мандлікова (TCH)     | 9.003            | 5                | -2               |
| 8                | Барбара Поттер (USA)      | 8.699            | 10               | +2               |
| 9                | Беттіна Бюнге (FRG)       | 8.496            | 9                | =                |
| 10               | Сільвія Ганіка (FRG)      | 8.260            | 6                | -4               |
| 11               | Вірджинія Рузіч (ROU)     | 7.527            | 12               | +1               |
| 12               | Міма Яушовець (YUG)       | 7.097            | 11               | -1               |
| 13               | Енн Сміт (USA)            | 6.966            | 16               | +3               |
| 14               | Біллі Джин Кінг (USA)     | 6.974            | NR               | NR               |
| 15               | Кеті Ріналді (USA)        | 6.593            | 33               | +18              |
| 16               | Зіна Гаррісон (USA)       | 6.343            | NR               | NR               |
| 17               | Розалін Феербенк (RSA)    | 6.218            | 43               | +26              |
| 18               | Бонні Гадушек (USA)       | 5.956            | 25               | +17              |
| 19               | Клаудія Коде-Кільш (FRG)  | 5.856            | 20               | +1               |
| 20               | Андреа Леанд (USA)        | 5.677            | NR               | NR               |